# 日本一の若大将
『日本一の若大将』（にほんいちのわかだいしょう）は、加山雄三主演の日本映画。若大将シリーズの第3弾。1962年7月14日公開。東宝製作。同時上映は『香港の星』。（主演宝田明、団令子）。
観客動員数は347万人。

## ストーリー
京南大学マラソン部キャプテンの“若大将”こと田沼雄一は、全日本大学マラソン大会に向けて練習に明け暮れる日々を送っていた。そこへ、マネージャーの江口から「突然、親から勘当され実家からの仕送りがストップした。生活費を稼ぐためには田能久に住み込みで働かしてほしい。」と頼まれ、江口を久太郎・りきに紹介した。
また、同時にマネージャーを辞めたいと言っていた江口が次期マネージャーとして推薦したのが、こともあろうに“青大将”こと石山新次郎だった。そんなある日雄一たちはカミナリ族に絡まれていた、メトロスポーツの店員澄子を助けた。雄一に好意を抱いた澄子だったが、青大将がマネージャーの職権を乱用してあれこれと横槍を入れてくる。そんな中、澄子が「店で作ったクルーザーの代金が回収不能になってしまった。何とかならないのか。」と若大将・青大将に相談に来た。青大将がそれを立て替えると約束したが、当の青大将が親の金の使い込みがバレて勘当になり田能久に転がり込んできた。残りの200万円はまだ支払われていない。「このままだとお店をクビになる。」と言う澄子。雄一は久太郎に“遺産の前借り”と借金を申し込むが、当然のごとく門前払い。それを聞いていたりきが「男が一人前になるのには人に言えないお金がかかるもの」と言い「おばあちゃんに任せなさい」と約束してくれた。
一方で、照子がお見合いをすると聞いた江口に元気がない。実は江口は以前から照子に好意を持っており、今回の勘当も照子の傍で暮したいためのヤラセだったことを告白した。同時に照子も江口に好意を持っており、二人の思いを成就させようと雄一は青大将の手を借りて照子の見合いを壊した。
息子の雄一に照子の見合いを壊され顔を潰され、さらに銀行の口座から雄一が（本当はりきが）200万円を無断でおろしたと知った久太郎は激怒し、雄一を勘当にし、雄一と一緒に照子の見合いを壊した青大将も田能久から追い出した。
行き場を失った若大将・青大将は、マラソン部の合宿地の箱根芦ノ湖に向かった。10日分の食糧を1日で食べたり、いろいろ事件が起きて、5万円の賞金を狙って若大将が水上スキーコンテストに出る。優勝！もらったのは賞品のテレビだった。おばあちゃんの友だちの卜庵で泊まることに。本堂ですき焼きとは、と怒られるが、おばあちゃんが取りなす。週刊誌に富豪令嬢との噂が書かれ、澄子は他人のボートに乗って行くが、危ないところを若大将に助けられる。
若大将と澄子はいい雰囲気になるものの、青大将が好きだというので若大将は澄子を諦める。それでも気持ちを吹っ切れない若大将、肝心のマラソン大会で調子が上がらずに苦戦。それを見かねた澄子が青大将の車で若大将を追いかけ、ついに「若大将が好きよ」と告白。消沈する青大将を尻目に元気を取り戻した若大将が先頭を猛追、ついにはゴール直前でトップをかわして優勝。
青大将の父の会社に就職も決まり、優勝記念パーティーでみんなと一緒に楽しく歌って踊って大団円。

## キャスト
以下の役名と出演者名は特に記載のない限り東宝に従った。
- 田沼雄一 - 加山雄三
- 田沼久太郎 - 有島一郎
- 田沼りき - 飯田蝶子
- 田沼照子 - 中真千子
- 中里澄子 - 星由里子
- 越智英子 - 田村奈巳
- 南野明子 - 北あけみ
- 大原美幸 - 藤山陽子
- 大原加代 - 鈴木加代子[2]
- 江口敏 - 江原達怡
- 石山新次郎 - 田中邦衛
- 張山 - 堺左千夫
- 犬塚 - 若松明
- 鹿野 - 関田裕
- 足立 - 大前亘[2]
- 門馬 - 山田彰
- 村上 - 当銀長太郎
- 福井 - 石田茂樹
- 滝沢 - 中丸忠雄
- 石山専務 - 上原謙
- 上松 - 西条悦朗[2]
- 井上 - 藤木悠
- 社長 - 岩本弘司[3]
- 美幸の付き人 - 千石規子
- 井上の父 - 高田稔
- 井上の母 - 三條利喜江
- 卜庵和尚 - 左卜全

## スタッフ
以下のスタッフ名は特に記載のない限り東宝に従った。
- 監督：福田純
- 製作：藤本真澄
- 脚本：笠原良三、田波靖男
- 音楽：広瀬健次郎
- 撮影：飯村正
- 美術：村木忍
- 録音：刀根紀雄
- 照明：金子光男
- 編集：藤井良平
- チーフ助監督：坪島孝
- 製作担当者：井上卓之
- 整音：下永尚
- スチール：岩井隆志
- 殺陣：広瀬正一[3]

## 挿入歌
- 「日本一の若大将」[1]（青島幸男作詞、中村八大作曲）＊オープニングとエンディングに使用された。（エンディングシーンで、加山は1番の歌詞の最後を間違って歌っているが、そのまま使用された。）
- 「一人ぼっちの夜」[1]＊軽音楽部の演奏に飛び入りで、若大将が参加し歌った。
- 「青い月影」[1]＊夜のヨットで若大将と澄子がデュエットした

## ロケ地
- 横浜
- 芦ノ湖
- 芦ノ湖箱根園
- 大和証券本社
- 神宮絵画館前
- 青山通り
- 恵比寿
- 渋谷
- 用賀
- 桜新町
- 外苑橋
- 横浜 三ツ沢公園陸上競技場